# Sedefkâr Mehmet Ağa

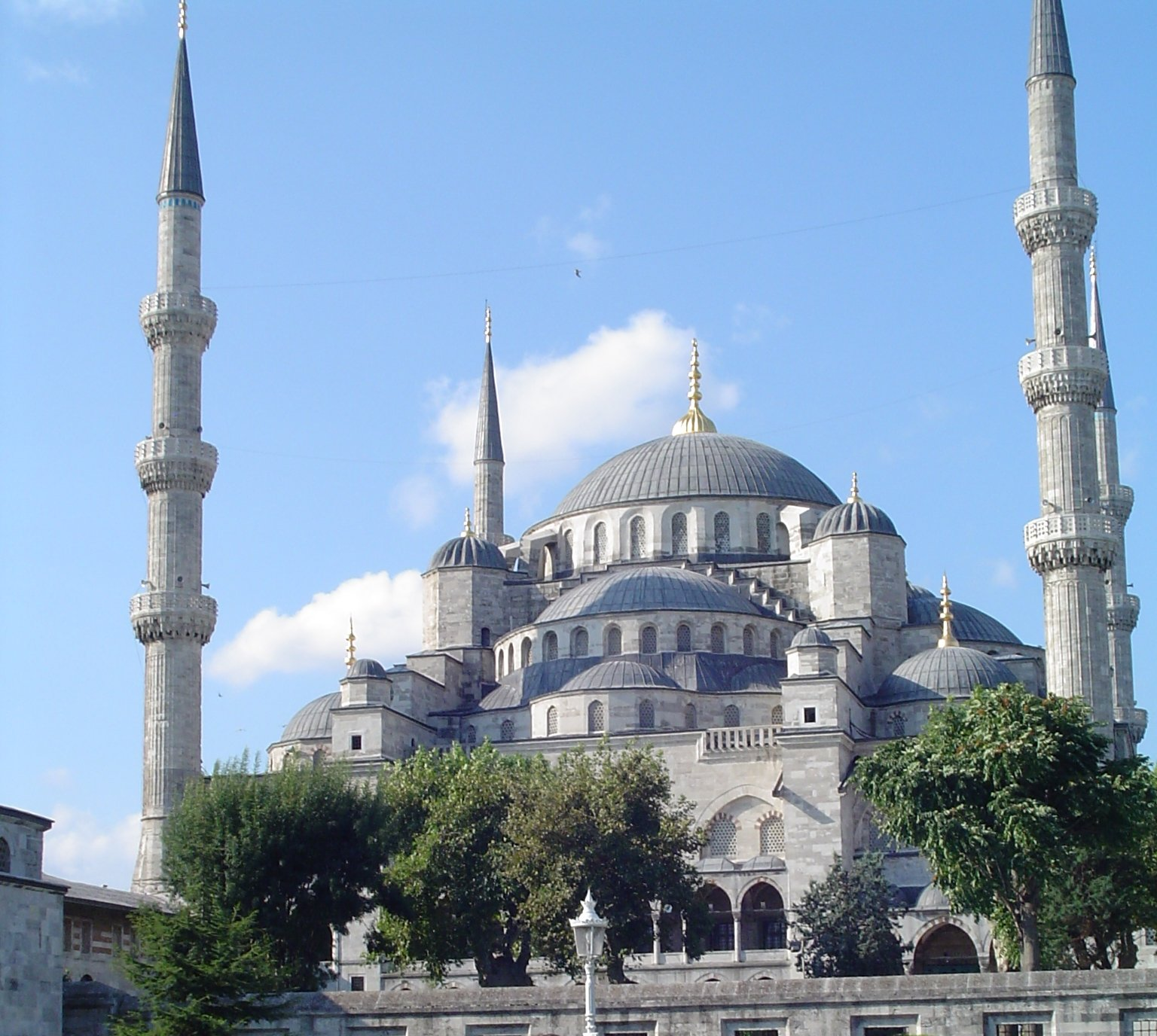
Błękitny Meczet, najbardziej znane dzieło Sedefkâra Mehmet Aği

Sedefkâr Mehmet Ağa Elbasańczyk, alb. Sedefqar Mehmet agë Biçakçiu (ur. ok. 1540, zm. 1617) – osmański architekt, znany głównie jako projektant Błękitnego Meczetu w Stambule.
Sedefkâr Mehmet Ağa urodził się ok. 1540 roku, bardzo prawdopodobne jest, że pochodził z miasta Elbasan w obecnej Albanii. Do Stambułu przybył w roku 1563, prawdopodobnie mógł być wówczas janczarem. Po sześciu latach, jako kadet (acemioğlan), zaczął studia muzyczne. W ciągu 20 lat stał się także specjalistą w dziedzinie inkrustacji masą perłową, co dało mu przydomek Sedefiâr. Dopiero po tym okresie zajął się architekturą i został uczniem Mimara Sinana, zostając z czasem jego asystentem.
W styczniu 1586 zlecono mu ukończenie meczetu Manisa, rozpoczętego przez Sinana. Po śmierci Sinana w 1588 roku Mehmet Ağa nie został jednak jego następcą. Za sprawą wielkiego wezyra Kanijeli Siyavuş Paszy został nim Davut Ağa.
W 1591 roku ofiarował sułtanowi bogato zdobiony łuk, został wówczas mianowany Głównym Zarządcą (muhzirbaṣı). W tym samym roku został gubernatorem (mütesellin) w Diyarbakır i Inspektorem Robót. W następnych latach odwiedził Arabię, Egipt i Macedonię. W 1597 roku został mianowany przez Mehmeda III nadzorcą dróg wodnych. Był także odpowiedzialny za budowę orzechowego tronu inkrustowanego masą perłową i żółwimi muszlami, zamówionego przez Ahmeda I, obecnie przechowywanego w muzeum w pałacu Topkapı.
Po egzekucji Davut Aği w 1599 roku Dalgiç Ahmet Ağa został sułtańskim architektem. Sam Mehmet Ağa objął ten urząd dopiero w 1606 roku.
W latach 1609–1616 pracował nad budową Błękitnego Meczetu, wzorowanego na bizantyńskiej Hagia Sophia z VI wieku.
Mehmet Ağa zmarł w 1617 roku.